# Vláda Mattea Renziho
Vláda Mattea Renziho byla vláda Italské republiky, která úřadovala od 22. února 2014 do 12. prosince 2016. Předsedou vlády byl Matteo Renzi z Demokratické strany. Kabinet tvořili ministři Demokratické strany, Nové středopravice, Občanské volby, Unie středu a dva bezpartijní členy.
Matteo Renzi rezignoval 7. prosince 2016 a s ním celá vláda. Prezident republiky Sergio Mattarella následně pověřil sestavením přechodné vlády ministra zahraničí Paola Gentiloniho, jehož kabinet byl jmenován 12. prosince 2016.

## Vládní strany
| Strana | Strana              | Ideologie                | Lídr                   |
| ------ | ------------------- | ------------------------ | ---------------------- |
|        | Demokratická strana | Sociální demokracie      | Matteo Renzi           |
|        | Nová středopravice  | Liberální konzervatismus | Angelino Alfano        |
|        | Občanská volba      | Liberalismus             | Stefania Giannini      |
|        | Unie středu         | Křesťanská demokracie    | Pier Ferdinando Casini |

#### Strany zastoupené na podministerských postech
| Strana | Strana                       | Ideologie             | Lídr             |
| ------ | ---------------------------- | --------------------- | ---------------- |
|        | Lidovci pro Itálii           | Křesťanská demokracie | Mario Mauro      |
|        | Italská socialistická strana | Sociální demokracie   | Riccardo Nencini |

## Poměr sil ve vládě

### Počet ministrů
| - PD        | 9 |
| - NCD       | 3 |
| - SC        | 1 |
| - UDC       | 1 |
| - nezávislí | 3 |

## Složení vlády
| Portfej                                             | Ministr                   | Strana | Strana              | Nástup do úřadu | Odchod z úřadu    |
| --------------------------------------------------- | ------------------------- | ------ | ------------------- | --------------- | ----------------- |
| Předseda rady ministrů                              | Matteo Renzi              |        | Demokratická strana | 22. února 2014  | 12. prosince 2016 |
| Ministr vnitra                                      | Angelino Alfano           |        | Nová středopravice  | 22. února 2014  | 12. prosince 2016 |
| Ministr zahraničních věcí                           | Federica Mogheriniová     |        | Demokratická strana | 22. února 2014  | 31. října 2014    |
| Ministr zahraničních věcí                           | Paolo Gentiloni           |        | Demokratická strana | 31. října 2014  | 12. prosince 2016 |
| Ministr spravedlnosti                               | Andrea Orlando            |        | Demokratická strana | 22. února 2014  | 12. prosince 2016 |
| Ministr hospodářství a financí                      | Pier Carlo Padoan         |        | nezávislý           | 22. února 2014  | 12. prosince 2016 |
| Ministryně obrany                                   | Roberta Pinottiová        |        | Demokratická strana | 22. února 2014  | 12. prosince 2016 |
| Ministr infrastruktury a dopravy                    | Maurizio Lupi             |        | Nová středopravice  | 22. února 2014  | 20. března 2015   |
| Ministr infrastruktury a dopravy                    | Graziano Delrio           |        | Demokratická strana | 2. dubna 2015   | 12. prosince 2016 |
| Ministr ekonomického rozvoje                        | Federica Guidiová         |        | nezávislá           | 22. února 2014  | 5. dubna 2016     |
| Ministr ekonomického rozvoje                        | Carlo Calenda             |        | Demokratická strana | 10. května 2016 | 12. prosince 2016 |
| Ministr zemědělství, výživy a lesnictví             | Maurizio Martina          |        | Demokratická strana | 22. února 2014  | 12. prosince 2016 |
| Ministryně školství, vysokých škol a výzkumu        | Stefania Gianniniová      |        | Občanská volba      | 22. února 2014  | 12. prosince 2016 |
| Ministr kultury a kulturního dědictví               | Dario Franceschini        |        | Demokratická strana | 22. února 2014  | 12. prosince 2016 |
| Ministryně zdravotnictví                            | Beatrice Lorenzinová      |        | Nová středopravice  | 22. února 2014  | 12. prosince 2016 |
| Ministr práce a sociálních věcí                     | Giuliano Poletti          |        | nezávislý           | 22. února 2014  | 12. prosince 2016 |
| Ministr životního prostředí a územního plánování    | Gianluca Galletti         |        | Unie středu         | 22. února 2014  | 12. prosince 2016 |
| Úřad                                                | Ministr bez portfeje      | Strana | Strana              | Nástup do úřadu | Odchod z úřadu    |
| Ministryně pro ústavní reformy a parlamentní vztahy | Maria Elena Boschiová     |        | Demokratická strana | 22. února 2014  | 12. prosince 2016 |
| Ministryně pro zjednodušení a veřejnou správu       | Marianna Madiaová         |        | Demokratická strana | 22. února 2014  | 12. prosince 2016 |
| Ministr pro regionální věci                         | Maria Carmela Lanzettaová |        | Demokratická strana | 22. února 2014  | 30. ledna 2015    |
| Ministr pro regionální věci                         | Enrico Costa              |        | Nová středopravice  | 29. ledna 2016  | 12. prosince 2016 |